# Брионски пленум ЦК СКЈ
Брионски пленум назив је за Четврту пленарну седницу Централног комитета Савеза комуниста Југославије (ЦК СКЈ), одржану 1. јула 1966. у хотелу „Истра“ на Брионима, на којој је са свих државних и партијских функција смењен Александар Ранковић, потпредседник СФРЈ и секретар ЦК СК Југославије — један од тројице најважнијих људи у земљи.
Повод за одржавање Брионског пленума и смене Александра Ранковића била је „афера прислушкивања“, када је председник СФРЈ Јосип Броз Тито у својој резиденцији у Ужичкој улици број 15 у Београду, пронашао апарате за прислушкивање (и то у свом радном кабинету и спаваћој соби). Он је о овоме одмах обавестио политички и војни врх земље, а за прислушкивање је оптужио Управу државне безбедности (УДБА) и Александра Ранковића. Одмах потом је формирана посебна комисија Извршног комитета ЦК СКЈ која је имала задатак да испита наводне оптужбе. Председник ове комисије био је Крсте Црвенковски, а комисија је саопштила да је прислушкивања било. На седници Извршног комитета ЦК СКЈ, одржаној 16. јуна 1966. године, на предлог Јосипа Броза Тита, заказана је за 1. јул Четврта пленарна седница Централног комитета Савеза комуниста Југославије са задатком да испита „случај Ранковић“ и „аферу прислушкивања“.
Седница Централног комитета СКЈ, била је одржана у хотелу „Истра“ на Брионима, а на њој је је расправљано о прислушкивању функционера, злоупотребама и деформацијама у Управи државне безбедности. Александар Ранковић, као дугогодишњи министар унутрашњих послова и организатор службе безбедности, је сносио главну кривицу. Пленум је после дуге расправе прихватио оставку Александра Ранковића на чланство у ЦК СКЈ и Извршном комитету ЦК СКЈ, као и оставку Савезној скупштини на место потпредседника СФРЈ. Поред Ранковића, на седници је смењен и искључен из ЦК СКЈ и саме Партије дотадашњи председник Одбора за унутрашњу политику Савезног извршног већа (СИВ) и бивши Савезни секретар за унутрашње послове Светислав Стефановић Ћећа.
У периоду после Брионског пленума, из политичког живота је уклоњен, смењивањем и пензионисањем, велики број присталица Александра Ранковића — Војин Лукић, организациони секретар ЦК СК Србије; Животије Савић Срба, секретар Републичког СУП-а Србије; генерал Милоје Милојевић и други. Године 1967. уследила је реорганизација Управе државне безбедности, када је федерализована (свака република имала је своју службу) и промењен јој назив у Служба државне безбедности (СДБ). Служба је овиме била ослабљена, што се посебно видело у годинама распада СФРЈ.
Александар Ранковић је после Брионског пленума, пензионисан и искључен из Савеза комуниста Југославије. Све до своје смрти 1983. године живео је у Београду и Дубровнику, повученим животом, без икаквих јавних и политичких наступа.
Мијалко Тодоровић изабран за секретара ЦК; Милентије Поповић за члана Извршног комитета, Добривоје Радосављевић кооптиран за члана ЦК СКЈ.

## Одлуке Централног комитета СКЈ
Централни комитет Савеза комуниста Југославије је на Четвртој пленарној седници, одржаној 1. јула 1966, усвојио извештај Комисије Извршног комитета ЦК СКЈ и на основу предлога Комисије и дискусије чланова Централног комитета донео следеће одлуке:
| „ | 1. Препоручује да се одмах приђе реорганизацији органа државне безбедности како би се прилагодили насталим променама у нашем друштву и развијеном систему самоуправљања. Потребно је да представничка тела и њихови извршни органи обезбеде фактичку друштвену контролу над радом државне безбедности на бази уставних норми и законских прописа. Такође се препоручује одговарајућим органима да се у циљу кадровског појачања и олакшања спровођења реорганизације на дужности руководилаца органа унутрашњих послова бирају и политички функционери и пре коначне реорганизације државне безбедности. 2. Препоручује се Савезном извршном већу да посебно формирана комисија настави истрагу, како би разоткрила све материјалне чињенице, праве намере и смисао појединих подухвата и злоупотреба положаја и власти, као и да се кривци позову на одговорност. 3. Да се друг Светислав Стефановић као непосредно одговоран за рад органа државне безбедности у читавом овом периоду када су се појавиле истакнуте деформације и озбиљне злоупотребе као и због његовог неискреног држања пред комисијом и на седници Централног комитета, а то значи према Савезу комуниста Југославије, онемогућавања рада комисије и акција које је у том правцу водио код других у самом току рада, искључи из Централног комитета Савеза комуниста Југославије и из Савеза комуниста Југославије. Централни комитет СКЈ такође препоручује Савезној скупштини да га разреши дужности члана Савезног извршног већа. 4. Прихвата се оставка коју је друг Александар Ранковић поднео на функцију члана ЦК СКЈ и Извршног комитета Централног комитета и прихвата се да поднесе оставку Савезној скупштини на функцију потпредседника Републике, јер је његова политичка одговорност за рад органа државне безбедности таква да на овим функцијама више не може остати. 5. Доносећи ове одлуке Централни комитет Савеза комуниста Југославије обраћа се свим комунистима и радним људима Југославије да уложе максималне напоре у даљем развоју самоуправљања и непосредне демократије и остварења уставних права, учвршћујући на тај начин поверење у демократске институције нашег друштва. Само у овим институцијама могу се доносити политичке одлуке и у њима радни човјек треба да остварује право на пуну контролу свих друштвених организама. Кадровску политику у друштву треба ослободити сваког субјективизма и монополизма и остваривати је уз пуни утицај јавности у за то створеним институцијама. Безбедност демократског система треба пре свега да лежи на јавним институцијама, а служба државне безбедности да буде орган против деловања класног непријатеља и спољне опасности. Сваки противзаконити поступак нужно мора да повлачи јавне санкције. Централни комитет СКЈ посебно позива комунисте у служби државне безбедности да се најактивније заложе за остварење ових одлука, рашчишћавање негативних појава и да допринесу да се рад ове службе усклади са нашим целокупним друштвеним развојем и да служи интересима социјализма и циљевима за које се бори Савез комуниста Југославије. | ” |